# リンナイチャシ
座標: 北緯43度49分08秒 東経144度05分41秒 / 北緯43.818769度 東経144.094639度
リンナイチャシは、美幌町美瑛にあるチャシ。

## 概要
この地方で最大のチャシである。現在の柏ヶ丘運動公園の南側、陸上競技場がある丘の上にあり、チャシ主体部はジャンプ台により既に崩壊している。位置している元町台地は網走川筋の要所であり、遺跡が残されている。台地の上にさらに土を盛った直径15m位の擂鉢状の小丘と、その西側に台地を南北に縦断する大規模な濠があった。標高44m、比高20m。かつては競技場の上にクランク状の濠（幅約5m、深さ約2m）が見られたという。現在の濠は復元されたものである。眺望良く、各所に設けられたチャシ（エンカルチャシ、リーペラチャシなど）も見ることができる。付近のライクンヌプリやウヌイナシュイチャシは、リンナイチャシの前衛基地であるとも考えられている。

## 伝承・歴史
構築したのは釧路から北見に跨る勢力を誇ったツエペレケンとされる。これは美幌を中心に道東に広く勢力を持った首長、ウエントクの祖先である。この家系は美幌アイヌの首長を務め、菊地儀八、菊地儀七、菊地儀之助、菊地股吉などのアイヌ指導者を輩出した。輝石安山岩を割栗にし、粘土でこね上げたもので作られているという。これは後世「アイヌコンクリ」とも呼ばれた。砦の必要がなくなってからは霊場になったと思われ、アイヌはこのチャシを畏怖して下を通る時には冠り物を取って礼することを欠かさなかったという。
菊地儀之助の語ったところによると、昔ここにニセペシという首長が住んでいた。彼は優れた人物であり神のような首長であった。6人の息子があったが、彼らは長じて後に長男エクレシュイは釧路、次男カンチャレシュイは湧別、三男ウナヤンケは天塩、四男コロコツウエは石狩、五男トカッチペシは十勝、そして六男レラサマはリンナイチャシの首長となった。このレラサマの後裔がチエペレケンやウエントクである。
アイヌはものを作っている途中で年を越すとウェンカムイ（悪魔の神）に憑かれると考えたため、このチャシも一年以内に築かれたと伝えられている。構築にあたっては勢力範囲内にあるコタンは皆、男女関わらず食料持参で応援に来た。この時に参加しなければ後日攻略される恐れがあったという。この伝承ではリンナイチャシはツエペレケン（チエペレケン）より前の時代から存在していたことになっている。
1951年（昭和26年）、美幌町体育協会が中心となり、このチャシを土台としてジャンプ台を建設した。その後都市計画の砂利採取場となり、1968年（昭和43年）にリンナイチャシ展望台が復元された。
美幌付近には他にもエエンチャシ、エンカルチャシ、ピラチャシ、プンキチャシ、ライクンヌプリ、ウヌイナシュイチャシ、リーペラチャシ、ツペツウンチャシなどがある。

## 名称
「リンナイ」は網走川のアイヌ語名であり、山田秀三によればrin-nai < rir-nai「波（潮）・川」。昔は網走川流域のこの谷間に時々網走湖の水が氾濫してこのチャシの下まで押し寄せたことからこのように呼ばれたという。正しくはリンナイ・ヌタピ・チャシ「網走川の・曲がりの・チャシ」であると呼ぶ。網走川はチャシの位置する台地を迂回して北流しており、この回流中の土地がリンナイヌタピ（Rinnai-nutapi）と呼ばれた。この一帯はアシリペックシ「新しい川の流れる場所」という地名がついている。また、地名としてはチャシコッ（Chasi-kot「砦・跡」）と呼ばれた。
別名として「チルラトイ」がある。これはチ・ルラ・トイ「我らが・運んだ・土」であり、この丘がアイヌの人々によって築かれたことが伺われる。